# 아스케르

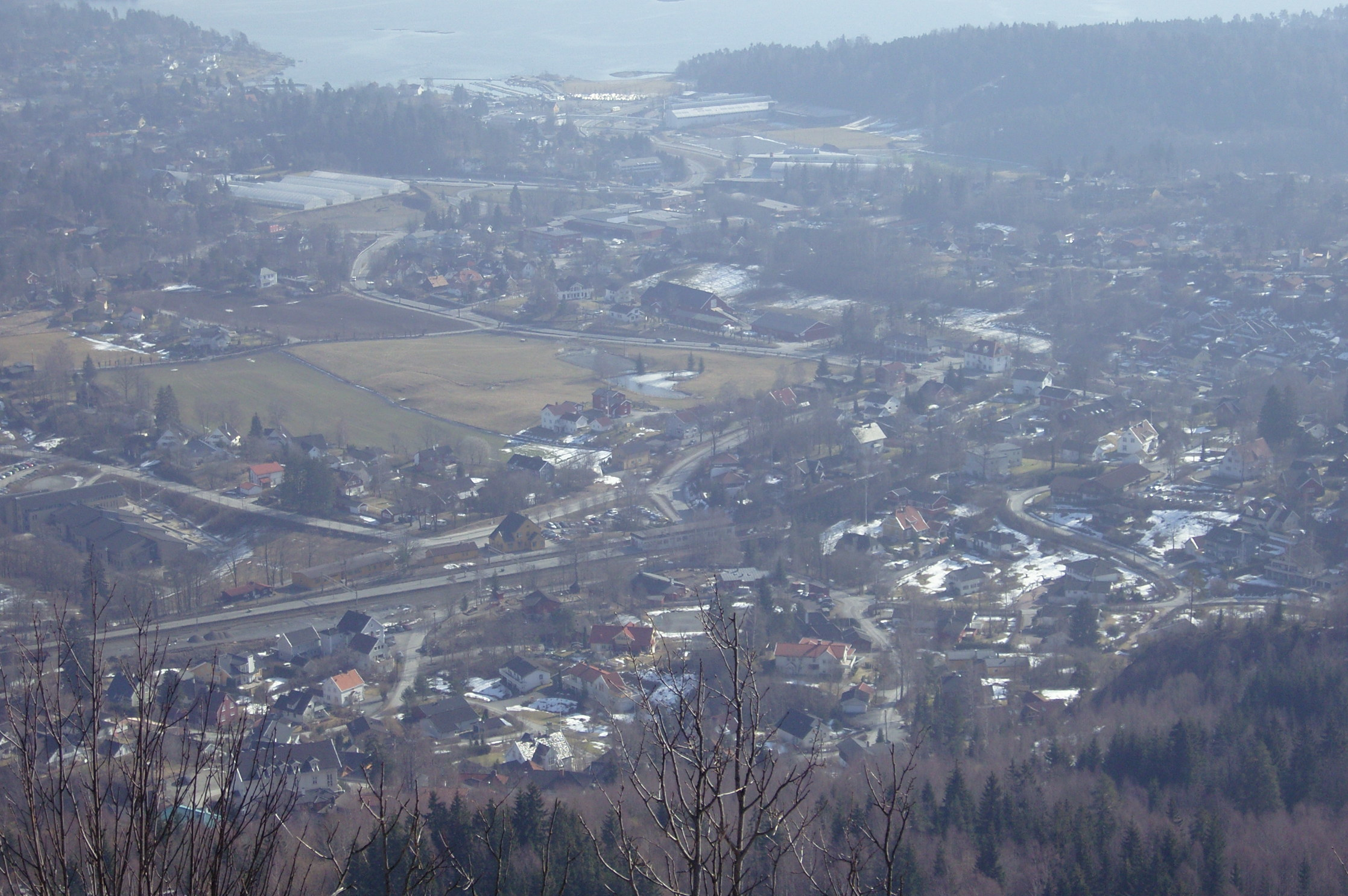
아스케르

아케르스후스 주에 표시된 아스케르의 위치

아스케르(노르웨이어: Asker)는 노르웨이 아케르스후스주에 위치한 도시로, 면적은 101km2, 인구는 52,210명(2010년 기준), 인구 밀도는 538명/km2이며 수도 오슬로 교외에 위치한다. 1838년 1월 1일 시로 승격되었으며 1963년 이케아가 스웨덴 국외에 최초로 점포를 세웠다.

시 문장

## 인구
| 연도                       | 인구   | ±%     |
| -------------------------- | ------ | ------ |
| 1951                       | 13,625 | —      |
| 1961                       | 17,755 | +30.3% |
| 1971                       | 31,702 | +78.6% |
| 1981                       | 35,977 | +13.5% |
| 1991                       | 41,903 | +16.5% |
| 2001                       | 49,661 | +18.5% |
| 2011                       | 55,284 | +11.3% |
| 2014                       | 59,037 | +6.8%  |
| 2021?                      | 63,381 | +7.4%  |
| 2031?                      | 69,296 | +9.3%  |
| Source: Statistics Norway. |        |        |